# Białebłoto-Kurza
Białebłoto-Kurza – wieś w Polsce położona w województwie mazowieckim, w powiecie wyszkowskim, w gminie Brańszczyk. Ma status sołectwa.

## Historia
W XVIII wieku na zaproszenie biskupów płockich, którzy chcieli zagospodarować wyludnione dobra i zniszczone wsie w swoich dobrach w Puszczy Białej, przybyli tu osadnicy (Kurpie) z Puszczy Zielonej. Wieś zasadzono Kurpiami w 1747. Zamieszkali na majdanie, gdzie kiedyś popioły palono, w miejscu istniejącej już wcześniej, a zniszczonej w czasie wojny północnej potażarni. W lustracji dóbr biskupich w 1773 zanotowano, że w Białymbłocie istniały 24 siedliska (domy) zasadzone Kurpiami.
W XIX wieku ze wsi Białebłoto wyodrębniły się części, które dały początek osobnym wsiom: Białebłoto-Stara Wieś, Białebłoto-Kobyla, Białebłoto-Kurza i Nowa Wieś. W 1827 wieś Białebłoto liczyła 57 domostw, zamieszkiwało ją 379 osób. Około 1880 we wsi Białe błota istniało 66 domów.
W okresie międzywojennym wieś Białe Błota (jeszcze bez podziału na części) leżała w województwie białostockim, w powiecie ostrowskim, w gminie Brańszczyk. Według Powszechnego Spisu Ludności z 1921 roku wieś zamieszkiwało 907 osób, 887 było wyznania rzymskokatolickiego, a 20 mojżeszowego. Wszyscy zadeklarowali polską narodowość. Było tu 147 budynków mieszkalnych. Miejscowość podlegała pod sąd grodzki w Ostrowi Mazowieckiej i okręgowy w Łomży, najbliższy urząd pocztowy mieścił się w Brańszczyku.
W latach 1975–1998 miejscowość administracyjnie należała do województwa ostrołęckiego. Około 1987 we wsi mieszkało 208 osób.
31 grudnia 2013 roku miejscowość liczyła 191 mieszkańców zameldowanych na pobyt stały, a 31 grudnia 2016 roku 192 mieszkańców.
Wierni kościoła rzymskokatolickiego należą do parafii Najświętszej Maryi Panny Wspomożycielki Wiernych w Białymbłocie-Kobylej.